# 菊隱宗意
參數所指定的目標頁面不存在，建議更正成存在頁面或直接建立下列一個頁面（建立前請先搜尋是否有合適的存在頁面可以取代）：
- 菊隱瑞潭

菊隱宗意（琉球語：〔〕／  ?；？—1620年9月23日），17世紀琉球第二尚氏王朝僧侶，為琉球臨濟宗總本山圓覺寺的第18代住持。
菊隱幼年出家，師從於圓覺寺住僧洞觀學習佛法達十餘年，後雲遊日本，並參拜了鐮倉五山。其間成為日本大德寺笑嶺宗訢的前堂首座（座元）。笑嶺宗訢之後，古溪宗陳嗣位，授予其菊隱這個道號，以之為法嗣。
後來菊隱回到了琉球，將日本臨濟宗大德寺派傳到了琉球，擔任天王寺住持。1593年曾乘紋船訪問薩摩、江戶。此後擔任圓覺寺的住持。
1609年薩摩入侵琉球時，菊隱已隱居於山川村的千手院。尚寧王決定向薩摩藩求和時，群臣認為菊隱長期遊歷日本，精通日語，因此請菊隱前往和談。最初菊隱以老邁為由推辭，但事情緊急，最終菊隱前往今歸仁城談判。此時薩軍已經攻陷今歸仁，薩軍橫槍拔刀，向他開炮，但菊隱面不改色，徑直走向薩摩兵船談判。薩軍兵至那霸港時，菊隱再次負責談判事務。
尚寧王被俘虜到薩摩時，菊隱隨同前往，並隨之來到江戶。歸國後，因功授予大里間切800石，昇為攝政，破格授予「王子」這一祇有王室成員才能擁有的位階，成為大里王子（琉球語：／ ）；賜五色浮織冠，稱球陽國師（琉球語：〔〕／ ），執掌朝政。同時獲准在上儀保村（今那霸市首里儀保町）的達磨峰上建立西來院，成為該寺的開山之祖。
後年老辭官退隱，授予知行高400斛。1620年圓寂於西來院。

## 腳註
1. ↑  《中山世譜·附卷一·尚寧王》

## 外部連結
- 西来院 （页面存档备份，存于）

| 菊隱宗意                   |                    |             |
| 前任： 尚宏 （具志頭朝盛） | 琉球攝政 1611年—？ | 繼任： 尚豐 |